# Empodisma minus
Empodisma minus là một loài thực vật có hoa trong họ Restionaceae. Loài này được (Hook.f.) L.A.S.Johnson & D.F.Cutler mô tả khoa học đầu tiên năm 1973.